# Kenli
Kenli är ett härad som lyder under Dongyings stad på prefekturnivå i Shandong-provinsen i norra Kina.